# Спицын, Василий Петрович
Васи́лий Петро́вич Спи́цын (1912-1979) — старшина Советской Армии, участник Великой Отечественной войны, полный кавалер ордена Славы.

## Биография
Василий Петрович Спицын родился 26 февраля 1912 года в селе Краснояровка (ныне — Мучкапский район Тамбовской области). Русский. Окончил шесть классов школы, после чего освоил специальность токаря и стал работать на Сталинградском тракторном заводе. В 1933—1935 годах проходил службу в Рабоче-Крестьянской Красной Армии. Демобилизовавшись, работал на металлургическом предприятии в городе Балхаш Казахской ССР.
19 июля 1941 года Спицын повторно был призван в армию и в конце августа того же года был направлен на фронт Великой Отечественной войны. Участвовал в обороне Ленинграда, в том числе в операции «Искра», боях на Карельском перешейке, освобождении Польши. Воевал командиром орудия 860-го артиллерийского полка 310-й стрелковой дивизии 134-го стрелкового корпуса. Неоднократно отличался в боях. Так, 14 января 1944 года в районе населённого пункта Копцы (ныне — Новгородский район Новгородской области) Спицын со своим расчётом уничтожил 2 пулемётные точки, обеспечив общий успех наступления на этом участке. 16 января 1944 года артиллеристы в районе деревни Вешки (ныне — тот же район) уничтожили расчёт станкового пулемёта. За это Спицын получил свою первую награду — медаль «За отвагу».
31 марта — 1 апреля 1944 года расчёт Спицына участвовал в освобождении населённых пунктов Кузьмино и Воронино (ныне — Палкинский район Псковской области), уничтожив 1 артиллерийское орудие, 2 пулемёта с расчётами, до 20 солдат и офицеров. 2 апреля 1944 года в очередном бою артиллеристы уничтожили немецкий наблюдательный пункт. За это Спицын 19 апреля 1944 года был удостоен ордена Славы 3-й степени.
27 февраля 1945 года, преследуя отходящего противника к югу от города Руммельсбурга (ныне — Мястко, Польша), расчёт Спицына в составе подразделения на марше подвергся атаке немецких танков и пехоты. Быстро развернув орудие, артиллеристы открыли огонь по противнику, уничтожив до 15 гитлеровцев. 27 марта 1945 года Спицын был награждён орденом Славы 2-й степени.
27 марта 1945 года на подступах к городу Гдыне расчёт Спицына, ведя огонь прямой наводкой, уничтожил 1 миномёт, 2 станковых пулемёта с расчётами, более 15 солдат и офицеров. 29 июня 1945 года Указом Президиума Верховного Совета СССР старший сержант Василий Петрович Спицын был удостоен ордена Славы 1-й степени.
В октябре 1945 года Спицын был демобилизован. Проживал в городе Балхаше Казахской ССР, работал на Балхашском горно-металлургическом комбинате. В 1972 году вышел на пенсию. Умер 17 июня 1979 года.

## Награды
- Орден Октябрьской Революции;
- Орден Славы 3-й степени (19.04.1944);
- Орден Славы 2-й степени (21.03.1945);
- Орден Славы 1-й степени (29.06.1945);
- Медаль «За отвагу» (08.02.1944) и другие медали;
- Почётный гражданин города Балхаш.

## Память
- В честь Спицына названа улица в городе Балхаш.